# Cyril Foley
Cyril Pelham Foley (1er novembre 1868 - 9 mars 1936) est un joueur de cricket, un officier militaire et un archéologue britannique.

## Jeunesse et éducation
Foley est né à Westminster, fils du général St George Gerald Foley, qui est, entre autres, lieutenant-gouverneur de Guernesey de 1874 à 1879.
Il fréquente le Collège d'Eton, où il est un joueur de cricket de premier plan, marquant un siècle lors de la victoire contre Harrow en 1886. En 1887, il rejoint Trinity Hall, Cambridge, où il est à nouveau un joueur de cricket de premier plan, participant à trois victoires successives pour Cambridge sur Oxford de 1889 à 1891.

## Carrière de cricket
Foley est un batteur d'ouverture patient, solide en défense et fort du côté hors-jeu. Il a marqué ses deux siècles de première classe pour l'Université de Cambridge : 113 contre le Marylebone Cricket Club (MCC) en 1889, lorsque Cambridge gagne par deux guichets et 117 contre Sussex en 1890, lorsqu'il ajoute 214 pour le quatrième guichet avec Gregor MacGregor et Cambridge gagné par 425 runs.
Il joue 57 matchs de première classe pour Middlesex entre 1893 et 1906, et est également membre régulier des équipes du MCC de 1888 à 1906, jouant 33 matchs de première classe. Il fait une tournée aux Antilles avec l'équipe de Lord Brackley en 1904-1905, jouant les 10 matchs de première classe, marquant 239 points avec une moyenne de 14,05 avec un score maximal de 58 lors de la victoire contre la Barbade.

## Carrière militaire
Foley est nommé sous-lieutenant dans le King's Shropshire Light Infantry en novembre 1888 alors qu'il est étudiant à Cambridge. Après avoir quitté Cambridge, il rejoint le personnel de Lord Houghton, Lord-lieutenant d'Irlande.
Il prend part au raid Jameson de 1895-1896 dans le Transvaal, et sert ensuite pendant la guerre des Boers, revenant comme commandant temporaire du 3e Royal Scots.
Pendant la Première Guerre mondiale, il commande le 9e régiment d'East Lancashire, servant pendant près de deux ans dans les tranchées de France et de Salonique sans permission, et est mentionné dans les dépêches. Il sert également dans le Royal Flying Corps, obtenant le grade de lieutenant-colonel.
En 1920, il est transféré au renseignement militaire et sert à Dublin pendant la guerre d'indépendance irlandaise. Il démissionne de sa commission et retourne à Londres en octobre 1920.

## Archéologue
Foley est l'un des membres d'une expédition archéologique connue sous le nom d'expédition Parker qui fouille la vallée du Cédron près de Jérusalem en 1909 pour tenter de découvrir l'Arche d'alliance. Il rejoint l'expédition en 1909 et pour une durée limitée en 1910. Il n’est pas à Jérusalem en 1911. Les 30 et 31 août 1909, il explore le puits du Dragon avec Clarence Chesney Wilson et M. Walsh, l'ingénieur civil. Ils sont les premiers à le faire depuis Charles Warren et le sergent Birtles cinquante ans avant eux,,.
Il écrit ses mémoires, Autumn Foliage, en 1935,,.